# Frederick William Faber

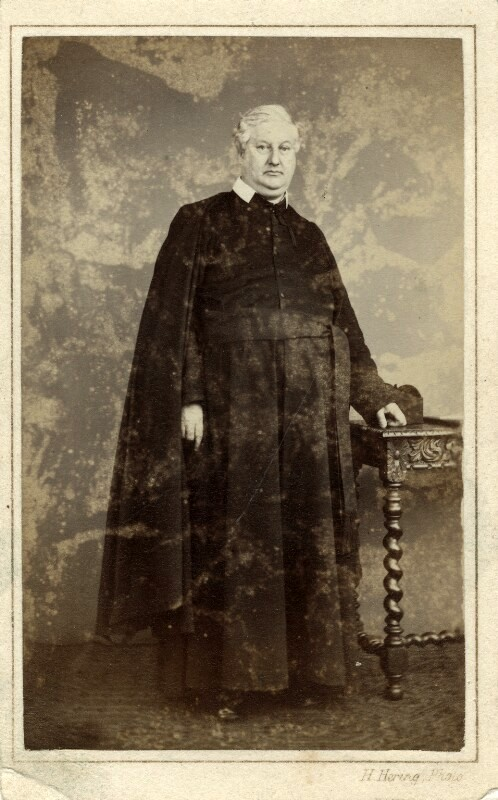
Frederick William Faber ok. 1860

Frederick William Faber (ur. 28 czerwca 1814 w Calverley (Yorkshire), zm. 26 września 1863 w Londynie) – angielski pisarz i teolog anglikański, a później katolicki.
Jego dziadek, Thomas Faber, był wikarym w Yorkshire. Faber ukończył gimnazjum w Harrow oraz Balliol College na Uniwersytet Oksfordzkim, gdzie studiował teologię. W 1839 przyjął święcenia anglikańskie, zostając proboszczem w Ambleside. W poglądach teologicznych był zwolennikiem Johna Newmana, późniejszego konwertyty i kardynała katolickiego. Faber pozostając anglikaninem, zbliżył się do Kościoła katolickiego, m.in. został w 1843 przyjęty na prywatnej audiencji przez papieża Grzegorza XVI. 17 listopada 1845 przeszedł na katolicyzm. W 1847 otrzymał święcenia kapłańskie, rok później wstąpił do zgromadzenia oratorianów, następnie pracował w Londynie. Był m.in. założycielem bractw Krwi Przenajświętszej i św. Patryka. W 1854 otrzymał od papieża Piusa IX tytuł doktora teologii.

## Twórczość
W Wielkiej Brytanii Faber jest znany jako twórca pieśni i poezji religijnych. Pisał także prace na temat życia duchowego. Do książek Fabera wydanych w Polsce należą:
- O samozakłamaniu (Self-Deceit)
- Przenajświętszy Sakrament, czyli dzieła i drogi Boże (The Blessed Sakrament)
- Postęp duszy czyli wzrost w świętości (Growth of Holiness) (nowe wydanie: Wydawnictwo Pardwa, 2020)
- Dobroć (Kindness), Wyd.II Poznań 1937